# Holly Hunter
Holly P. Hunter, ameriška igralka in filmska producentka, * 20. marec 1958, Conyers, Georgia, ZDA.
Med drugim je igrala v filmih: Arizona Junior (Raising Arizona), Broadcast News,  Always in Klavir. Prejela je več igralskih nagrad, med njimi leta 1994 oskarja za najboljšo glavno žensko vlogo v filmu Klavir. Igra v televizijski nadaljevanki Reševanje vdove Grace (Saving Grace).